# As Filhas do Fogo
As Filhas do Fogo (en español: Las hijas del fuego) es una película brasileña de drama y suspenso de 1978 escrita y dirigida por Walter Hugo Khouri.

## Trama
Ana, una estudiante que vive en São Paulo, va a visitar a su amiga Diana a Gramado, en el sur de Brasil. Conocen a Dagmar, una extraña mujer que se dedica a la parapsicología y realiza extraños experimentos para captar las voces de los muertos.

## Elenco
- Paola Morra como Diana
- Karin Rodrigues como Dagmar
- Rosina Malbouisson como Ana
- María Rosa como Mariana
- Serafim Gonzalez como forastero
- Selma Egrei como Silvia
- Mara Hüsemann como Tía Gertrudes
- Helmut Hosse como mayordomo
- Karin Haas como costurera
- Rudolf Machalowski como cuidador